# Jenny Flachier
Jenny Flachier, née Michat le 4 avril 1906 à Lyon et morte le 25 mai 2000 à Saint-Vallier,, est une ouvrière, résistante et femme politique française, membre du Parti communiste français.

## Biographie
Jenny Flachier naît Jenny Michat dans une famille ouvrière à Lyon en 1906. Elle est ménagère et travaille comme ouvrière en céramique et en chaussures à Saint-Vallier et milite pendant une soixantaine d'années au Parti communiste français (PCF).
Durant la Seconde Guerre mondiale (1939-1945), elle est une résistante active et intègre le Comité de libération de la Drôme en septembre 1944, en tant que membre de l'Union des femmes françaises.
Sous l'étiquette du PCF, Jenny Flachier est candidate aux élections constituantes de 1945 sur la liste communiste, qui voit sa tête de liste Maurice Michel élu avec 27,4 % des voix, et aux premières élections législatives d'après-guerre, en 1946, où elle est élue députée. Elle devient alors la première femme drômoise envoyée à l'Assemblée nationale.

## Détail des fonctions et des mandats
Mandat parlementaire
- 10 novembre 1946 - 11 février 1947 : Députée de la Drôme